# Else Meier
Else Meier, geborene Else Wagener, (* 24. Februar 1901 in Magdeburg; † 2. August 1933 in Berlin) war eine deutsche Politikerin (KPD).

## Leben
Else Meier besuchte die Volksschule. Anschließend arbeitete sie als Metallarbeiterin. Spätestens 1932 hatte Meier ihren Wohnsitz in Berlin-Wedding.
Meier trat nach dem Ersten Weltkrieg in die Kommunistische Partei Deutschlands (KPD) ein. Zugleich engagierte sie sich auf Seiten der Kommunisten in der Gewerkschaftsbewegung. 1930/31 war sie eine der Frauenleiterinnen des Einheitsverbandes der Metallarbeiter Berlins. Außerdem war sie zeitweise Mitglied des Reichskomitees der Revolutionären Gewerkschafts-Opposition.
Von 1932 bis 1933 war Meier Mitglied des Preußischen Landtages. Bei den Reichstagswahlen vom März 1933 wurde Meier als Kandidatin der KPD für den Wahlkreis 4 (Potsdam I) in den Reichstag gewählt. Aufgrund der mit dem Reichstagsbrand vom Februar 1933 einsetzenden nationalsozialistischen Kommunistenverfolgung konnte sie ihr Mandat jedoch nicht mehr antreten. Am 30. März, wenige Tage nach der Verabschiedung des Ermächtigungsgesetzes, bekam Meier ihr Mandat wie alle anderen kommunistischen Abgeordneten per Gesetz aberkannt.
Die Umstände von Meiers Tod sind nicht eindeutig geklärt. In der Forschung wird ein gewaltsamer Übergriff durch SA-Angehörige ebenso für möglich gehalten wie ein krankheitsbedingtes Ableben.